# Georg Arends
Georg Adalbert Arends (Essen, 21 de septiembre de 1863-Wuppertal, 5 de marzo de 1952) fue un horticultor, jardinero, botánico alemán.

## Vida y obra
Fue criador de varias nuevas variedades de flores, especialmente de perennes y fue cofundador de la organización de la horticultura moderna alemana.
En el distrito de Wuppertal Ronsdorf fundó en 1894 un vivero comercial, basado en la cría de plantas reproductoras y cultivo de árbols especializados. Arends falleció en 1952 en Ronsdorf.
Entre las variedades de fama mundial, que son 100 años más tarde todavía famosas en el comercio: „Astilbe-Arendsii“ - Híbrida, de Purpurlanzen, tanto que lleva su nombre, y que también están representadas en muchos jardines europeos.
El vivero se encuentra en posesión de su bisnieta Anja Maubach, en ese sentido la "Empresa Arends Georg" sigue manteniendo la tradición de las plantas herbáceas desarrolladas. Anja Maubach es diseñadora de jardines, ofreciendo seminarios de jardinería, y es profesora visitante en la Universidad Leibniz de Hanover.

## Obra
- Mein Leben als Gärtner und Züchter, Ulmer Verlag, Stuttgart 1951, 179 pp. (= Grundlagen und Fortschritte im Garten- und Weinbau; H. 91)

## Honores

### Epónimos
- (Dryopteridaceae) Aspidium arendsii F.Wirtg.; Christ[2]

- (Ericaceae) Erica × arendsiana E.C.Nelson[3]

- (Primulaceae) Primula arendsii Pax[4]

- La abreviatura «Arends» se emplea para indicar a Georg Arends como autoridad en la descripción y clasificación científica de los vegetales.[5]